# Une semaine de vacances (roman)
Pour les articles homonymes, voir Une semaine de vacances.
Une semaine de vacances est un roman de Christine Angot publié le 5 septembre 2012 aux éditions Flammarion et récompensé par le prix Sade - prix refusé par l'autrice.

## Résumé
Treize ans après son roman L'Inceste, Christine Angot revient sur cette thématique et décrit une semaine de vacances durant laquelle se déroule une relation incestueuse entre un père et sa fille. Le roman met à l'épreuve la crudité des rapports et des mots.

## Réception critique
Une semaine de vacances bénéficie d'une réception critique divisée. Dans Les Inrockuptibles, Nelly Kaprièlian note « qu'aucun roman de Christine Angot n'avait reçu un accueil aussi tranché, opposé » et parle d'une « réception contradictoire, jusque dans l'emphase ou la violence – chef-d'œuvre pour les uns, déchet pour les autres. » Laurent David Samama souligne également, sur le site La Règle du jeu, les « remous médiatiques » contradictoires engendrés par la publication de ce roman.
Dans la Tribune des critiques sur France Inter, Eric Loret évoque « une belle sécheresse stylistique au sens où Angot montre que le rapport entre le père et la fille est un rapport qui tient au langage ».
Dans Le Monde, Philippe Forest qualifie Une semaine de vacances d'« exemplaire leçon de littérature ». Il note que « davantage qu'aucun de ses précédents livres, le roman de Christine Angot constitue un pareil piège tendu à notre regard captif » et souligne l'efficacité d'un dispositif narratif « très savant dans sa simplicité même » car « il interroge chaque lecteur sur le désir, nécessairement coupable, qui le porte vers les livres : la vérité qu'il cherche en eux, celle qu'il est capable — ou pas — d'accepter de ceux-ci ».
Dans Télérama, Fabienne Pascaud, évoque un roman « renversant », loin de la littérature racoleuse, dans lequel « sans complaisance, la romancière dit juste comment par la parole, la langue — l'écriture ? — on vient à bout du pire ».
Marianne Payot, dans L'Express, parle d'« un grand art de la perversion et d'une audace littéraire invraisemblable ».
Le Point qualifie le roman d'« implacable et hallucinant » et déclare que c'est le plus grand livre de Christine Angot.
Toutefois, dans Les Inrockuptibles, Nelly Kaprièlian critique l'argumentaire du livre - deux mois avant sa parution - qu'elle juge « en forme de parodie de la critique littéraire et de ses petites phrases toutes faites : Un court roman, une audace à couper le souffle, un morceau de littérature dont on ne sort pas indemne. Jamais Angot n'a été si aiguë ni si bouleversante. Hilarant. » Elle poursuit : « pour un peu, on se dirait que c’est Angot herself qui se moque avec malice de nous autres, les critiques ». Éric Naulleau, dans Paris Match évoque un « indigent récit », principalement composé de « détails scabreux », qui provoque l'ennui chez le lecteur.
Selon Olivier Steiner, sur le site du Huffington Post, on doit en partie l'écho médiatique du livre au charisme de son auteur, qui « n'a pas son pareil pour faire parler d'elle, d'une certaine façon c'est un de ses talents. On aime Christine Angot ou on la déteste, on aime l'aimer et on aime la détester ».
Dès sa publication, Une semaine de vacances se place parmi les vingt meilleures ventes et Christine Angot obtient le prix Sade. Son éditeur, Flammarion, avait pourtant annoncé qu'il ne souhaitait pas qu'elle reçoive ce prix, notamment pour lui donner plus de chances d'en obtenir un autre plus prestigieux. Christine Angot, dans une lettre adressée au jury, déclare refuser le prix.
Le 8 novembre 2012, au terme du troisième tour de scrutin le roman est à égalité de voix (six à six) avec Les Œuvres de miséricorde de Mathieu Riboulet pour l'obtention du prix Décembre. Devant le blocage du vote par le jury qui refuse un tour supplémentaire, la voix du président Charles Dantzig compte double et se prononce pour le récit de Riboulet.
Lors de son bilan littéraire de l'année, le magazine culturel Les Inrocks inclut ce livre dans les 25 meilleurs livres de l'année 2012.

## Éditions
- Une semaine de vacances, éditions Flammarion, 2012  (ISBN 9782081289406)
  - réédition en poche, Éditions J'ai lu, 2013 (ISBN 9782290070581)
- (es) Una semana de vacaciones, trad. Rosa Alapont Calderaro, éd. Anagrama, 2014  (ISBN 9788433978851)